# 밀란 흐닐리치카
밀란 흐닐리치카(체코어: Milan Hnilička, 1973년 6월 25일 ~ )는 체코의 은퇴한 아이스하키 선수로 포지션은 골텐더이다.